# Dieter Hucks
Dieter Hucks (* 12. Juni 1919 in Homberg; † 21. Juni 1990) war ein deutscher Boxer.

## Werdegang
Dieter Hucks begann schon vor dem Zweiten Weltkrieg in seiner Heimatstadt Moers mit dem Boxen. Bis 1944 bestritt er 48 Kämpfe als Amateur. Während des Krieges konnte er diesen Sport nicht ausüben. Nach Rückkehr aus Krieg und Gefangenschaft begann Dieter Hucks, der auf der Zeche „Rheinpreußen“ den Beruf eines Hufschmieds gelernt hatte, dann im Alter von bereits 27 Jahren 1946 mit dem Berufsboxen. Seinen ersten Kampf bestritt er am 25. August 1946 in Henstedt-Ulzburg, Schleswig-Holstein. Er besiegte dabei im Mittelgewicht Richard Zabel durch KO in der 1. Runde.
Die Spezialität von Dieter Hucks, der ein gedrungener, für seine Gewichtsklassen – das Mittelgewicht und später das Halbschwergewicht – eher kleiner Boxer war, war sein berühmter Tigersprung. Er sprang dabei seine Gegner an, einen rechten Haken schlagend, überraschte sie damit und erzielte so vor allem zu Beginn seiner Karriere einige schnelle KO-Siege.
Gleich in seinem zweiten Profikampf besiegte er den ehemaligen deutschen Meister Adolf Witt durch KO in der 3. Runde. In seinem achten Kampf schlug Dieter Hucks am 25. Januar 1947 in Hamburg Ex-Europameister Gustav Eder im Kampf um die deutsche Meisterschaft im Mittelgewicht in der 1. Runde KO. Er war damit neuer deutscher Meister im Mittelgewicht. Am 11. Mai 1947 verteidigte Dieter Hucks diesen Titel in Berlin durch einen Punktsieg über Erich Campe, den Silbermedaillengewinner der Olympischen Spiele 1932 in Los Angeles im Weltergewicht.
Am 22. Juni 1947 verlor er dann seinen Titel an den erfahrenen Techniker Fritz Gahrmeister, der sich von Dieter Hucks nicht überraschen ließ, durch KO in der 8. Runde. Auch in der am 13. September 1947 folgenden Revanche verlor Dieter Hucks gegen Gahrmeister erneut. In diesem Kampf musste er in der 9. Runde wegen seiner Verteidigungsunfähigkeit aus dem Ring genommen werden.
In der Folgezeit war Dieter Hucks immer wieder für Überraschungen gut. Es gelang ihm zwar nicht mehr, deutscher Meister zu werden, aber er war noch in der Lage, Spitzenboxer zu schlagen. Er besiegte z. B. am 15. Januar 1949 in Berlin Peter Müller aus Köln durch KO in der 1. Runde und am 9. Februar 1951 in Hamburg Willi Hoepner durch KO in der 3. Runde. Im Kampf um die deutsche Meisterschaft im Halbschwergewicht erreichte er am 14. August 1949 in Berlin gegen Richard Vogt ein Unentschieden, dieser blieb damit Meister.
Niederlagen musste Dieter Hucks von Conny Rux aus Berlin einstecken, gegen den er in der 8. Runde durch KO verlor, ferner von Hans Stretz aus Erlangen, mit dem er aber über die volle Kampfzeit von 10 Runden ging und nur nach Punkten verlor. Ein bemerkenswertes Unentschieden erreichte Dieter Hucks am 17. November 1950 in Berlin gegen den späteren Europameister im Halbschwergewicht Jacques Hairabedian aus Frankreich.
Am 11. Februar 1954 bestritt Dieter Hucks in Berlin gegen den Luxemburger Nico Kramer seinen letzten Kampf, den er nach Punkten gewann. Danach betätigte er sich als Gastwirt in Braunlage/Harz.